# Menétrux-en-Joux

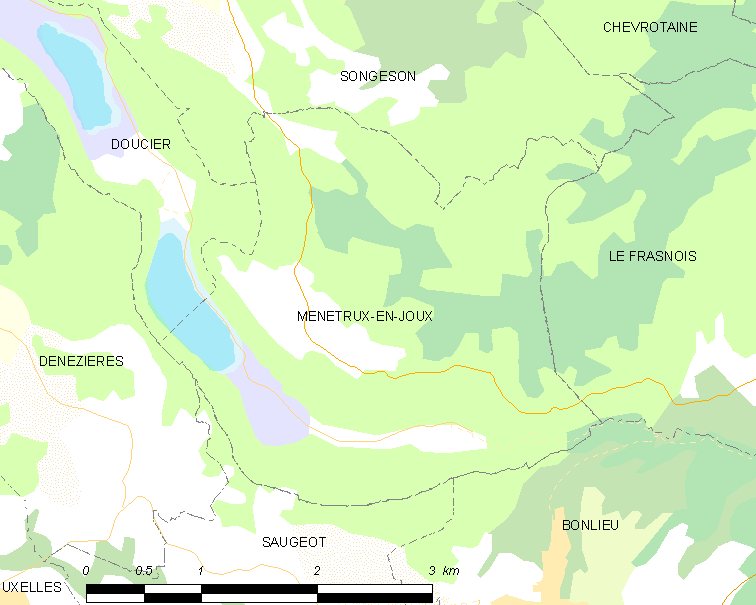

Menétrux-en-Joux ist eine Gemeinde im französischen Département Jura in der Region Bourgogne-Franche-Comté.

## Geographie
Menétrux-en-Joux liegt auf 675 m, etwa 22 km ostsüdöstlich der Stadt Lons-le-Saunier (Luftlinie). Das Bauerndorf erstreckt sich im Jura, auf dem Hochplateau von Champagnole zwischen der Combe d’Ain im Westen und den Ketten des Hochjuras im Osten, nördlich des Taleinschnitts des Hérisson.
Die Fläche des 8,78 km² großen Gemeindegebiets umfasst einen Abschnitt des französischen Juras. Der zentrale Teil des Gebietes wird von der Hochfläche von Menétrux eingenommen, die durchschnittlich auf 700 m liegt. Diese leicht gewellte Hochfläche senkt sich gegen Westen langsam ab. Sie zeigt ein lockeres Gefüge von Wiesland und Wald. Besonders die nördlichen und östlichen Abschnitte weisen ausgedehnte Wälder auf: Bois de Beauregard, Bois du Taureau, Bois de la Signat und Bois de Jeanrau. Auf einer Kuppe des Bois de Jeanrau wird mit 819 m die höchste Erhebung von Menétrux-en-Joux erreicht.
Nach Süden erstreckt sich das Gemeindeareal in das Tal des Hérisson. Der Bach besitzt einen rund 500 m breiten, flachen Talboden. Auf beiden Seiten steigen steile, bis zu 200 m hohe Hänge an, die bewaldet und an verschiedenen Stellen mit markanten Felswänden durchzogen sind. Die heutige Talform entstand während der Eiszeit durch Gletschererosion entlang einer bereits bestehenden Talkerbe. Die Gemeinde hat auch einen Anteil am Lac du Val, der vom Hérisson durchflossen wird.
Zu Menétrux-en-Joux gehören neben dem eigentlichen Ort auch verschiedene Weiler und Einzelhöfe, darunter:
- La Fruitière (690 m) in einer Senke auf dem Plateau von Menétrux
- Val-Dessous (505 m) im Hérisson-Tal am Südufer des Lac du Val
- Val-Dessus (520 m) im Hérisson-Tal

Nachbargemeinden von Menétrux-en-Joux sind Songeson im Norden, Le Frasnois im Osten, Bonlieu und Saugeot im Süden sowie Denezières und Doucier im Westen.

## Geschichte
Der Megalith Pierre-Folle und die Tumuli von Menétrux-en-Joux weisen darauf hin, dass das Gemeindegebiet von Menétrux-en-Joux bereits in vorgeschichtlicher Zeit besiedelt war. Erstmals urkundlich erwähnt wird der Ort im 12. Jahrhundert. Seit dem Mittelalter gehörte er zur Herrschaft von Châtelneuf. Im frühen 17. Jahrhundert ließ die Familie Roux, welche mit der Funktion eines Statthalters für Menétrux beauftragt war, im Dorf einen Herrschaftssitz erbauen. Zusammen mit der Franche-Comté gelangte Menétrux-en-Joux mit dem Frieden von Nimwegen 1678 an Frankreich. Die beiden Weiler Val-Dessous und Val-Dessus formierten bis 1815 die Gemeinde Vaux-de-Chambly und fusionierten dann mit der Gemeinde Chambly. 1821 wurde diese Gemeinde wieder aufgeteilt; Val-Dessous und Val-Dessus wurden nach Menétrux-en-Joux eingemeindet, während Chambly mit Doucier zusammengelegt wurde.

## Sehenswürdigkeiten
Die Kapelle Saint-Joseph in Menétrux-en-Joux wurde 1664 erbaut. Von 1824 datiert die Kapelle beim Weiler La Fruitière. Zu den Natursehenswürdigkeiten zählen die Wasserfälle des Hérisson und der Lac du Val.

## Bevölkerung
| Jahr                       | 1962 | 1968 | 1975 | 1982 | 1990 | 1999 | 2006 | 2017 |
| Einwohner                  | 69   | 76   | 73   | 43   | 38   | 47   | 46   | 56   |
| Quellen: Cassini und INSEE |      |      |      |      |      |      |      |      |

Mit 74 Einwohnern (Stand 1. Januar 2022) gehört Menétrux-en-Joux zu den kleinsten Gemeinden des Départements Jura. Nachdem die Einwohnerzahl in der ersten Hälfte des 20. Jahrhunderts markant abgenommen hatte (1881 wurden noch 143 Personen gezählt), wurden seit Beginn der 1980er Jahre nur noch geringe Schwankungen verzeichnet.

## Wirtschaft und Infrastruktur
Menétrux-en-Joux war bis weit ins 20. Jahrhundert hinein ein vorwiegend durch die Landwirtschaft, insbesondere Viehzucht und Milchwirtschaft, sowie durch die Forstwirtschaft geprägtes Dorf. Noch heute leben die Bewohner zur Hauptsache von der Tätigkeit im ersten Sektor. Außerhalb des primären Sektors gibt es nur wenige Arbeitsplätze im Dorf. Einige Erwerbstätige sind auch Wegpendler, die in den umliegenden größeren Ortschaften ihrer Arbeit nachgehen.
Die Ortschaft liegt abseits der größeren Durchgangsstraßen an einer Departementsstraße, die von Doucier nach Saint-Laurent-en-Grandvaux führt.